# 克里斯·亨利
克里斯·亨利（英語：Chris Henry；1984年10月17日—）是一位愛爾蘭橄欖球運動員。他是愛爾蘭國家橄欖球隊的一員，代表愛爾蘭參加了2015年世界盃橄欖球賽。